# Канареев, Владимир Григорьевич
Владимир Григорьевич Канареев (1915—1973) — мичман Военно-морского флота СССР, участник Великой Отечественной войны, Герой Советского Союза (1945).

## Биография
Владимир Канареев родился 12 (по новому стилю — 25) июня 1915 года на станции «Софиевка» (ныне — в черте города Вольнянска Запорожской области Украины). Получил начальное образование, после чего работал на заводах в Вольнянске и городе Свердловске Ворошиловградской области Украинской ССР. В 1936—1938 годах Канареев проходил службу в Военно-морском флоте СССР. В 1942 году он повторно был призван на службу. С того же года — на фронтах Великой Отечественной войны. К июню 1944 года старшина 2-й статьи Владимир Канареев командовал отделением 66-го отдельного отряда дымомаскировки и дегазации Днепровской военной флотилии. Отличился во время форсирования Припяти.
Канареев участвовал в пяти десантных операциях на Припяти — в районах населённых пунктов Скрыгалово, Бельковичи, Петриков, Дорошевичи, Пинск. Во время боёв за Петриков и Пинск десантная группа под его командованием уничтожила 7 дзотов и несколько пулемётов, большое количество немецких солдат и офицеров, освободила около 200 попавших в плен советских военнослужащих. Действуя вместе с другими частями, группа отбила 27 вражеских контратак.
Указом Президиума Верховного Совета СССР от 7 марта 1945 года за «образцовое выполнение боевых заданий командования на фронте борьбы с немецкими захватчиками и проявленные при этом мужество и героизм» старшина 2-й статьи Владимир Канареев был удостоен высокого звания Героя Советского Союза с вручением ордена Ленина и медали «Золотая Звезда» за номером 5878.
После окончания войны Канареев продолжил службу в Военно-морском флоте СССР. В 1968 году в звании мичмана он был уволен в запас. Проживал в Пинске. Умер 26 ноября 1973 года.
Был также награждён орденом Красной Звезды и рядом медалей.
Имя В. Г. Канареева носит одна из улиц в Пинске.